# This Pretty Face
«This Pretty Face» — третій сингл другого студійного альбому шотландської авторки-виконавиці Емі Макдональд — «A Curious Thing». Сингл вийшов 19 липня 2010.

## Список композицій
CD-сингл (Британія)
1. "This Pretty Face" - 3:57
2. "Give It All Up" (акустична версія із сесії W14) - 2:40
3. "Born to Run" (наживо) - 3:45
4. "Spark" (ремікс Tiesto) - 7:09

Цифрове завантаження міні-альбому від iTunes
1. "This Pretty Face" - 3:57
2. "Give It All Up" (акустична версія із сесії W14) - 2:40
3. "Born to Run" (наживо) - 3:45
4. "Spark" (ремікс Tiesto) - 7:09
5. "Spark" (ремікс DiscoTech) - 4:40

## Чарти
Тижневі чарти
| Чарт (2010-2011)                                             | Позиція |
| ------------------------------------------------------------ | ------- |
| Австрія (Ö3 Austria Top 40)                                  | 56      |
| Бельгія (Фландрія) (Ultratop)                                | 14      |
| Бельгія (Валлонія) (Ultratop)                                | 18      |
| Німеччина (GfK Entertainment Charts)                         | 49      |
| Велика Британія (UK Singles Chart) (Official Charts Company) | 138     |